# Groton (Nou Hampshire)
Groton és una població dels Estats Units a l'estat de Nou Hampshire. Segons el cens del 2000 tenia 456 habitants.

## Demografia
Segons el cens del 2000, Groton tenia 456 habitants, 175 habitatges, i 127 famílies. La densitat de població era de 4,3 habitants per km².
Dels 175 habitatges en un 30,3% hi vivien nens de menys de 18 anys, en un 65,1% hi vivien parelles casades, en un 2,9% dones solteres, i en un 27,4% no eren unitats familiars. En el 21,1% dels habitatges hi vivien persones soles el 5,7% de les quals corresponia a persones de 65 anys o més que vivien soles. El nombre mitjà de persones vivint en cada habitatge era de 2,61 i el nombre mitjà de persones que vivien en cada família era de 2,98.
Per edats la població es repartia de la següent manera: un 25,9% tenia menys de 18 anys, un 6,6% entre 18 i 24, un 29,8% entre 25 i 44, un 26,3% de 45 a 60 i un 11,4% 65 anys o més.
L'edat mediana era de 40 anys. Per cada 100 dones de 18 o més anys hi havia 113,9 homes.
La renda mediana per habitatge era de 37.083$ i la renda mediana per família de 46.250$. Els homes tenien una renda mediana de 28.906$ mentre que les dones 25.417$. La renda per capita de la població era de 18.680$. Entorn del 6,7% de les famílies i el 6,7% de la població estaven per davall del llindar de pobresa.